# Oscar Ewolo
Oscar Ewolo, né le 9 octobre 1978 à Brazzaville, est un footballeur international congolais. Il réalise l'essentiel de sa carrière en championnat de France, au Amiens SC, au FC Lorient, au Stade Brestois et au Stade Lavallois.
Il est pasteur évangélique charismatique.

## Biographie

### Carrière sportive

#### Carrière en club
Oscar Ewolo est formé à l'Amiens SC. Sous contrat stagiaire de 1996 à 1999, il fait ses débuts en équipe première en 1997 et réalise neuf saisons à Amiens en deuxième division et en National. Pendant cette période, le club participe à la finale de la Coupe de France en 2001.
Entre 2005 et 2009, il évolue avec le FC Lorient en Ligue 2, puis en Ligue 1 pendant trois saisons.
En 2009, il signe au Stade brestois et devient le capitaine de l'équipe.
Le 27 juin 2012, alors qu'il est en fin de contrat, le milieu de terrain quitte le Stade brestois pour rejoindre pour une année le Stade lavallois. Il dispute 32 matchs de championnat, mais n'est pas conservé par le club mayennais à la fin de l'exercice 2012-13.

#### Sélection nationale
Il joue depuis 2000 en équipe nationale du Congo avec laquelle il a participé au 1er tour de la CAN 2000 et aux éliminatoires des coupes d'Afrique des nations et des coupes du monde 2002, 2004, 2006, 2008, 2010 et 2014. Il est le capitaine de cette sélection,.

### Vie privée
Il est marié au pasteur Audrey Ewolo et est le cousin du footballeur international français Yann M'Vila.

#### Carrière dans l'église
En 2008, après une formation théologique de 2 années, il devient pasteur et fonde l'église chrétienne évangélique Centre missionnaire-Christ refuge pour tous à Lorient.

## Palmarès
- Finaliste de la Coupe de France en 2001 (Amiens SC)
- Vice-champion de Ligue 2 en 2010 (Stade brestois 29)

## Statistiques
| Saison      | Club            | Pays   | Championnat | Championnat | Championnat | Championnat  | Championnat  | Coupe de France | Coupe de France | Coupe de la Ligue | Coupe de la Ligue | Sélection Congo | Sélection Congo |
| Saison      | Club            | Pays   | Division    | Matchs      | Buts        | Cartons      | Cartons      | Matchs          | Buts            | Matchs            | Buts              | Matchs          | Buts            |
| ----------- | --------------- | ------ | ----------- | ----------- | ----------- | ------------ | ------------ | --------------- | --------------- | ----------------- | ----------------- | --------------- | --------------- |
| Saison      | Club            | Pays   | Division    | Matchs      | Buts        | Carton jaune | Carton rouge | Matchs          | Buts            | Matchs            | Buts              | Matchs          | Buts            |
| 1996 - 1997 | Amiens SC       | France | Ligue 2     | 2           | 0           | 0            | 0            | -               | -               | -                 | -                 | -               | -               |
| 1997 - 1998 | Amiens SC       | France | Ligue 2     | 3           | 0           | 0            | 0            | -               | -               | -                 | -                 | -               | -               |
| 1998 - 1999 | Amiens SC       | France | Ligue 2     | 14          | 0           | 2            | 0            | -               | -               | 1                 | 0                 | -               | -               |
| 1999 - 2000 | Amiens SC       | France | Ligue 2     | 11          | 0           | 1            | 0            | -               | -               | 1                 | 0                 | -               | -               |
| 2000 - 2001 | Amiens SC       | France | National    | 28          | 1           | -            | -            | 6               | 0               | 4                 | 0                 | 6               | 0               |
| 2001 - 2002 | Amiens SC       | France | Ligue 2     | 28          | 0           | 3            | 0            | 2               | 0               | 3                 | 0                 | -               | -               |
| 2002 - 2003 | Amiens SC       | France | Ligue 2     | 15          | 0           | 6            | 0            | 1               | 0               | -                 | -                 | 1               | 0               |
| 2003 - 2004 | Amiens SC       | France | Ligue 2     | 14          | 0           | 2            | 0            | 3               | 0               | -                 | -                 | 2               | 0               |
| 2004 - 2005 | Amiens SC       | France | Ligue 2     | 18          | 0           | 2            | 0            | -               | -               | 1                 | 0                 | 4               | 0               |
| 2005 - 2006 | FC Lorient      | France | Ligue 2     | 30          | 1           | 5            | 0            | 1               | 0               | 2                 | 0                 | 3               | 0               |
| 2006 - 2007 | FC Lorient      | France | Ligue 1     | 29          | 1           | 4            | 0            | -               | -               | 1                 | 0                 | 1               | 0               |
| 2007 - 2008 | FC Lorient      | France | Ligue 1     | 34          | 0           | 3            | 0            | 3               | 0               | 1                 | 0                 | -               | -               |
| 2008 - 2009 | FC Lorient      | France | Ligue 1     | 21          | 0           | 1            | 0            | 2               | 0               | -                 | -                 | 5               | 0               |
| 2009 - 2010 | Stade brestois  | France | Ligue 2     | 35          | 1           | 5            | 0            | 4               | 0               | 1                 | 0                 | -               | -               |
| 2010 - 2011 | Stade brestois  | France | Ligue 1     | 35          | 0           | 3            | 0            | -               | -               | -                 | -                 | -               | -               |
| 2011 - 2012 | Stade brestois  | France | Ligue 1     | 27          | 0           | 4            | 0            | 1               | 0               | 1                 | 0                 | 2               | 0               |
| 2012 - 2013 | Stade lavallois | France | Ligue 2     | 32          | 0           | -            | -            | -               | -               | -                 | -                 | -               | -               |